# Sự tích Bá Nha, Tử Kỳ
Sự tích Bá Nha, Tử Kỳ là câu chuyện đời Xuân Thu Chiến Quốc về tình bạn âm nhạc giữa Bá Nha - một viên quan nước Tấn, và Tử Kỳ - một tiều phu bên Hán Giang. Sự tích này phổ biến ở Trung Quốc cũng như Việt Nam.

## Nhân vật
Bá Nha (giản thể: 伯牙, phồn thể: 伯雅) hay Sở Bá Nha, họ Du (俞) tên Thụy (瑞) tự Bá Nha, người nước Sở nhưng làm quan Thượng Đại Phu nước Tấn. Ông là một khách phong lưu văn mặc, có ngón đàn cổ cầm nổi tiếng đương thời. Tuân Huống trong thiên Khuyến học ca ngợi Bá Nha hết mực, "cổ nhân chơi đàn thì cá cũng phải ngoi lên nghe, Bá Nha chơi đàn làm sáu ngựa dừng ăn", và Sái Ung đời Đông Hán trong sách Cầm tháo cũng viết câu chuyện Bá Nha bái sư học thủ pháp "di tình" của cổ cầm
Chung Tử Kỳ (鍾子期), họ Chung (鍾) tên Huy (徽) tự Tử Kỳ, nhà tại Tập Hiền Thôn gần núi Mã Yên cửa sông Hán Giang, là một danh sĩ ẩn dật làm nghề tiều phu (đốn củi) để báo hiếu cha mẹ tuổi già.

## Sự tích
Tương truyền một năm nọ, Bá Nha phụng chỉ vua Tấn đi sứ qua nước Sở. Trên đường trở về đến sông Hán, gặp đêm trung thu trăng thanh gió mát, ông lệnh cho quân lính dừng thuyền uống rượu thưởng nguyệt. Cao hứng mang đàn ra gảy nhưng bản đàn chưa dứt đã bị đứt dây. Nào ngờ nơi núi cao sông dài này dường như có người biết nghe đàn, lại cũng ngờ thích khách, Bá Nha truyền quân lên bờ đi tìm thì vừa hay có tiếng chàng trai nói vọng xuống, rằng mình là một tiều phu, thấy khúc đàn hay quá nên dừng chân nghe. Bá Nha có ý nghi hoặc sao một người đốn củi lại biết nghe đàn, nhưng khi chàng trai đối đáp trôi chảy, thậm chí biết rõ bản đàn Bá Nha vừa gảy thì ông không còn mảy may ngờ vực nữa, bèn mời xuống thuyền đàm đạo. Trên thuyền, Bá Nha gảy khúc nhạc Cao sơn Lưu thủy, người tiều phu rung cảm sâu sắc, cao đàm khoát luận, khiến Bá Nha khâm phục hết mực.
Chàng trai trẻ đó chính là Tử Kỳ (Chung Tử Kỳ), một danh sĩ ẩn dật, đốn củi bến sông để được sớm tối phụng dưỡng mẹ cha già yếu. Được người tri âm, thấu cảm ngón đàn cũng là tấm chân tình của mình, Bá Nha có ý mời Tử Kỳ rời non cao rừng thẳm về kinh cùng mình để sớm hôm đàm đạo và vui hưởng vinh hoa phú quý. Nhưng Tử Kỳ thoái thác vì việc hiếu. Quan sự không thể chần chừ, Bá Nha đành phải xuôi thuyền về kinh, không quên hẹn Tử Kỳ tại chốn này một ngày nọ ông sẽ trở lại đón cả gia quyến Tử Kỳ về với mình.
Mùa thu năm sau Bá Nha trở lại bến sông xưa, nhưng không còn gặp được Tử Kỳ vì Tử Kỳ đã mất trong một cơn bạo bệnh. Tương truyền, trước khi chết Tử Kỳ còn trăng trối phải chôn chàng nơi bến sông Hán Dương, cạnh núi Mã Yên, để giữ lời hẹn với Bá Nha. Bá Nha tìm đến mộ Tử Kỳ, bày đồ tế lễ, sầu thảm khóc gảy một bản nhạc ai điếu. Đàn xong, ông đập đàn vào đá, thề trọn đời không đàn nữa vì biết mình từ nay vĩnh viễn không còn bạn tri âm.

## KhúcCao sơn Lưu thủy
Khúc Cao sơn Lưu thủy (高山流水), một trong 10 bản nhạc lừng danh thuộc thập đại danh khúc cổ nhạc Trung Hoa về sau, gắn liền với câu chuyện về tình bạn tri kỷ và sự tương thông sâu sắc giữa Bá Nha và Tử Kỳ. Cao sơn Lưu thủy tương truyền là bản đàn Bá Nha sinh thời hay tấu, nhưng chỉ Tử Kỳ thụ cảm được. Điển tích "cao sơn" (núi cao) và "lưu thủy" (nước chảy) này được Liệt Ngự Khấu người nước Trịnh trong "Thang vấn" sách Liệt Tử đời Xuân Thu Chiến Quốc ghi lại rằng:
Bá Nha chơi đàn tuyệt hay, Chung Tử Kỳ nghe đàn căng 
giỏi. Bá Nha chơi đàn, chí tại núi cao, Chung Tử Kỳ nói: "Hay thay! vời vợi tựa Thái sơn" (Thiện tại hồ cổ cầm, ngụy ngụy hồ nhược Thái sơn). Chí để nơi dòng nước chảy, Chung Tử Kỳ nói: "Hay thay! mênh mang như sông nước" (Thiện tại hồ cổ cầm, đãng đãng hồ nhược lưu thủy). Bất luận là chí tại cao sơn hay chí tại lưu thủy, Bá Nha trong mỗi khúc nhạc đều biểu hiện chủ đề hoặc tư tưởng của mình, nhờ đó Chung Tử Kỳ có thể lĩnh hội được ý tứ đó. Nghe nhạc vốn dĩ là cảm cái khúc ý mà người chơi gửi gắm, đạo lý này vốn dĩ đă có từ ngàn xưa vậy.
Một ngày, Bá Nha cùng Chung Tử Kỳ chơi núi Thái sơn, gặp trời mưa to, hai người dừng lại dưới một mỏm núi đá. Bá Nha trong tâm phiền muộn bèn tấu một khúc nhạc. Khúc nhạc ban đầu biểu hiện cảnh mưa rơi xuống một dòng suối trên núi, tiếp đó khúc nhạc mô phỏng âm thanh của nước lên cuồn cuộn cùng đất đá đổ nát. Mỗi khúc nhạc vừa hoàn thành, Chung Tử Kỳ đều ngay lập tức nói ngay được ý tứ mỗi bài. Bá Nha thấy thế bỏ đàn mà rằng: "Giỏi thay! Các hạ có thể nghe thấu cái chí thú trong khúc nhạc, ý của các hạ cũng là ý của ta vậy". Từ đó hai người trở thành một cặp nhân sinh tri kỷ mà đời sau vẫn ca ngợi.
Lã thị Xuân Thu cũng kể lại câu chuyện Bá Nha, Tử Kỳ tương tự như Liệt Tử, nhưng khác chút về kết cục, rằng sau khi Chung Tử Kỳ chết, Bá Nha quẳng đàn, dứt dây đến tận cuối đời không chơi đàn; từ đó trên nhân thế không có ai có thể gọi là cầm giả nữa.
Sau sách Liệt Tử và Lã thị Xuân Thu, đời Tây Hán có Hàn Thi ngoại truyện, Hoài Nam Tử, Thuyết uyển; đời Đông Hán có Phong tục thông nghĩa, Cầm tháo, Âm phổ giải đề v.v. đều viện dẫn câu chuyện này.

## Điển cố văn học
Tình bạn tri âm Bá Nha, Tử Kỳ còn được người đời sau nhắc lại, ngợi ca trong nhiều tác phẩm văn học (điển cố tri âm, nước non, hay lưu thủy cao sơn). Trong văn học trung đại Việt Nam, tác phẩm Đoạn trường tân thanh của thi hào Nguyễn Du, tại trường đoạn khi Kim Trọng yêu cầu Thúy Kiều gảy đàn cho nghe, có những câu nhắc đến tích này:
Rằng "Nghe nổi tiếng cầm đài,
Nước non luống những lắng tai Chung Kỳ.
Hay trong Lục Vân Tiên của Nguyễn Đình Chiểu:
Than rằng lưu thủy cao san
Ngày nào nghe đặng tiếng đàn tri âm.